# 佩頓·基柴爾
佩頓·基柴爾（Maxie Patton Kizzire，1986年3月3日—）是一位美國職業高爾夫球手，現在參加PGA巡迴賽的賽事。基柴爾出生在亞拉巴馬州，在奧本大學就讀時就加入了學校的高爾夫隊。2015年，他獲得Web.com巡迴賽的獎金王，並因此獲得2015-16賽季PGA巡迴賽的參賽權。